# Patrick O'Connor (calciatore)
Pat O'Connor (Motherwell, 1º maggio 1934) è un ex calciatore scozzese, di ruolo difensore e centrocampista.

## Carriera
Formatosi nel Kilmarnock, entra a far parte della prima squadra dei Killie a partire dal 1958, debuttando il 4 ottobre contro l'Airdrieonians.
Nella stagione d'esordio, la 1958-1959, ottiene con il club l'ottavo posto finale. Nella Scottish Division One 1959-1960 ottiene il secondo posto finale, a quattro punti dai campioni dell'Hearts oltre raggiungere la finale della Scottish Cup 1959-1960 persa contro il Rangers. Il secondo posto in campionato venne bissato la stagione dopo, chiusa ad un solo punto dai Rangers, squadra con cui aveva già perso la Scottish League Cup 1960-1961. O'Connor con il suo club perde la Scottish League Cup 1962-1963 contro l'Hearts, ed ottiene altri due secondi posti nella Scottish Division One 1962-1963 e 1963-1964. Si aggiudica con i suoi il campionato nella stagione 1964-1965. Nella stessa stagione gioca con il suo club nella Coppa delle Fiere 1964-1965, raggiungendone i sedicesimi di finale. Con i Killie raggiunge gli ottavi di finale della Coppa dei Campioni 1965-1966, competizione da cui sono estromessi dai futuri campioni del Real Madrid.
Nella sua ultima stagione al Kilmarnock, 1966-1967, ottiene il settimo posto finale. Nella stessa annata raggiunge con il suo club le semifinali della Coppa delle Fiere 1966-1967, perse contro il Leeds Utd.
Nell'estate 1967 si trasferisce in America per giocare nel Chicago Spurs, società militante nella neonata NPSL. Con gli Spurs ottenne il terzo posto nella Western Division.
La stagione seguente O'Connor, a seguito del trasferimento degli Spurs a Kansas City, gioca nei Kansas City Spurs con cui giunge alle semifinali della neonata NASL.

## Palmarès
- Campionato scozzese: 1

Kilmarnock: 1964-1965